# Tougues
Tougues é uma povoação portuguesa do Município de Vila do Conde que foi sede da extinta Freguesia de Tougues, freguesia que tinha 3,34 km² de área (2012), 887 habitantes (2011) e, por isso, uma densidade populacional de 265,6 hab./km².
A Freguesia de Tougues foi extinta (agregada) em 2013, no âmbito de uma reforma administrativa nacional, tendo sido agregada à Freguesia de Retorta para formar uma nova freguesia denominada União das Freguesias de Retorta e Tougues.

## População
| População da freguesia de Tougues | População da freguesia de Tougues | População da freguesia de Tougues | População da freguesia de Tougues | População da freguesia de Tougues | População da freguesia de Tougues | População da freguesia de Tougues | População da freguesia de Tougues | População da freguesia de Tougues | População da freguesia de Tougues | População da freguesia de Tougues | População da freguesia de Tougues | População da freguesia de Tougues | População da freguesia de Tougues | População da freguesia de Tougues |
| --------------------------------- | --------------------------------- | --------------------------------- | --------------------------------- | --------------------------------- | --------------------------------- | --------------------------------- | --------------------------------- | --------------------------------- | --------------------------------- | --------------------------------- | --------------------------------- | --------------------------------- | --------------------------------- | --------------------------------- |
| 1864                              | 1878                              | 1890                              | 1900                              | 1911                              | 1920                              | 1930                              | 1940                              | 1950                              | 1960                              | 1970                              | 1981                              | 1991                              | 2001                              | 2011                              |
| 390                               | 413                               | 387                               | 401                               | 493                               | 559                               | 510                               | 642                               | 743                               | 822                               | 715                               | 851                               | 864                               | 788                               | 887                               |

| Distribuição da População por Grupos Etários | Distribuição da População por Grupos Etários | Distribuição da População por Grupos Etários | Distribuição da População por Grupos Etários | Distribuição da População por Grupos Etários | Distribuição da População por Grupos Etários | Distribuição da População por Grupos Etários | Distribuição da População por Grupos Etários | Distribuição da População por Grupos Etários | Distribuição da População por Grupos Etários |
| -------------------------------------------- | -------------------------------------------- | -------------------------------------------- | -------------------------------------------- | -------------------------------------------- | -------------------------------------------- | -------------------------------------------- | -------------------------------------------- | -------------------------------------------- | -------------------------------------------- |
| Ano                                          | 0-14 Anos                                    | 15-24 Anos                                   | 25-64 Anos                                   | > 65 Anos                                    |                                              | 0-14 Anos                                    | 15-24 Anos                                   | 25-64 Anos                                   | > 65 Anos                                    |
| 2001                                         | 128                                          | 127                                          | 435                                          | 98                                           |                                              | 16,2%                                        | 16,1%                                        | 55,2%                                        | 12,4%                                        |
| 2011                                         | 150                                          | 94                                           | 530                                          | 113                                          |                                              | 16,9%                                        | 10,6%                                        | 59,8%                                        | 12,7%                                        |

Média do País no censo de 2001:  0/14 Anos-16,0%; 15/24 Anos-14,3%; 25/64 Anos-53,4%; 65 e mais Anos-16,4%
Média do País no censo de 2011:   0/14 Anos-14,9%; 15/24 Anos-10,9%; 25/64 Anos-55,2%; 65 e mais Anos-19,0%

## História
A mais antiga referência escrita conhecida, da freguesia de Tougues data de 1069 e trata-se de uma escritura do convento de Moreira, referindo que a vila de Retorta fica situada entre a vila de Tougues e a de Pindelo. Esta freguesia, que integrou o concelho da Maia, foi abadia da mitra, com oposição do bailio de Leça. Ainda segundo o Dicionário Corográfico, houve aqui um mosteiro de crúzios, que passou a abadia secular em 1475. 
São aqui assinaladas, por Vítor Oliveira Jorge, as Mamoas de Mourão e Contra Mourão (cerca de 5000 a 3000 a.C.), que se encontram muito destruídas. 
A nível arquitetónico, encontram-se várias casas de quinta. 
Integrou o concelho da Maia e foi depois anexada ao concelho (atual município) de Vila do Conde em 1836. 
Tougues é conhecida por ter a melhor pista do BTT nacional, e ser de classe mundial.[carece de fontes?]